# Mixodiaptomus theeli
Mixodiaptomus theeli är en kräftdjursart som först beskrevs av Lilljeborg in Guerne och Richard 1889.  Mixodiaptomus theeli ingår i släktet Mixodiaptomus och familjen Diaptomidae. Inga underarter finns listade i Catalogue of Life.